# Обертас, Юлия Николаевна
Ю́лия Никола́евна Оберта́с, в замужестве Го́рак (род. 19 июня 1984, Днепропетровск), — российская, а ранее украинская фигуристка, выступавшая в парном фигурном катании. Последним партнёром её был Сергей Славнов. С ним она стала серебряным призёром чемпионата Европы 2005 года, многократным призёром этапов Гран-при и чемпионата России. Юлия стала также двукратной чемпионкой мира среди юниоров и серебряным призёром в паре с Дмитрием Паламарчуком, под флагом Украины.

## Карьера

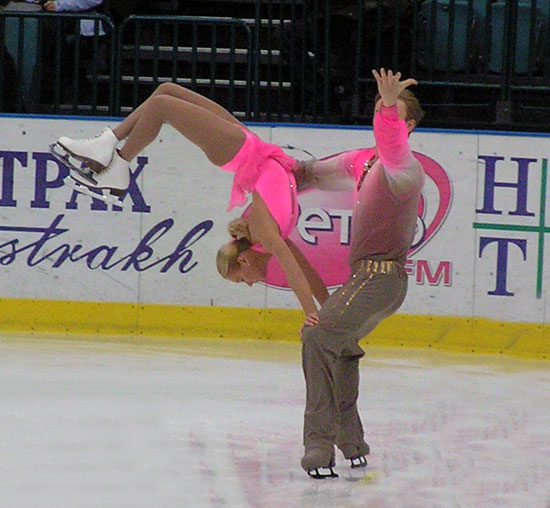
Юлия Обертас и Сергей Славнов

Начала кататься на коньках в пять лет в родном Днепропетровске. К десяти уже неплохо каталась как одиночница, но была очень маленького роста и ей предложили перейти в парное катание. В сезоне 1995/1996 года она уже вполне успешно выступала в паре с Дмитрием Паламарчуком за Украину. В сезоне 1997/1998 пара Обертас—Паламарчук выиграли чемпионат Украины и стали чемпионами мира среди юниоров. В 1999 году они повторили свой успех.
Летом 2000 года Юля вместе с матерью переехала в Санкт-Петербург и поступила в группу к Людмиле Георгиевне Великовой. Примерно в то же время у Великовой распался дуэт Юлия Шапиро—Алексей Соколов. Была создана новая пара Обертас—Соколов. Они два года не могли выступать на международных соревнованиях из-за дисквалификации Юлии в связи со сменой гражданства с украинского на российское.
В то же время, на том же катке занималась пара Юлия Карбовская — Сергей Славнов. У Обертас со Славновым сначала завязались романтические отношения. Сразу после окончания сезона 2002/2003 в апреле Обертас и Славнов встали в пару. А летом того же года пара перешла от Великовой к Тамаре Николаевне Москвиной. У Москвиной пара проработала 3 года, а после серии неудачных выступлений в сезоне 2005/2006 дуэт вернулся к Людмиле Великовой.
Пара объявила, что пропустит сезон 2007/2008 из-за травмы Юлии и перенесённой Сергеем операции по поводу аппендицита. В 2008 году они выступали в шоу Евгения Плющенко.
Летом 2008 года заявили, что не появятся на соревнованиях начала сезона 2008/2009, но, возможно, выступят на чемпионате России 2009 года, однако этого не произошло.
Осенью 2008 года Юлия приняла участие в телешоу канала РТР «Звёздный лёд», где выступала в паре с актёром Александром Песковым. Очевидно, фигуристы завершили любительскую карьеру, хотя официально об этом не объявляли.

## Личная жизнь
В 2010 году Обертас вышла замуж за чешского фигуриста Радека Горака  — чемпиона Чехии 1998 года. После некоторого времени работы тренером вместе с мужем — в Италии, сейчас тренирует в Стокгольме, Швеция.[кого?][уточнить]

## Спортивные достижения

### за Россию
(с С. Славновым)
| Соревнования                        | 2003—2004 | 2004—2005 | 2005—2006 | 2006—2007 |
| ----------------------------------- | --------- | --------- | --------- | --------- |
| Зимние Олимпийские игры             |           |           | 8         |           |
| Чемпионаты мира                     | 7         | 5         | 8         |           |
| Чемпионаты Европы                   | 4         | 2         | 4         | 4         |
| Чемпионаты России                   | 3         | 3         | 2         | 2         |
| Финалы Гран-При                     |           | 4         | 5         |           |
| Этапы Гран-При:NHK Trophy           |           |           |           | 6         |
| Этапы Гран-При:Trophee Eric Bompard |           |           |           | 3         |
| Этапы Гран-При: Cup of Russia       | 5         | 2         | 2         |           |
| Этапы Гран-При:Skate America        |           | 2         | 3         |           |
| Этапы Гран-При:Skate Canada         | 6         |           |           |           |
| Этапы Гран-При:Bofrost Cup          | 2         |           |           |           |

(с А. Соколовым)
| Соревнования                      | 2000—2001 | 2001—2002 | 2002—2003 |
| --------------------------------- | --------- | --------- | --------- |
| Чемпионаты мира                   |           |           | 8         |
| Чемпионаты Европы                 |           |           | 5         |
| Чемпионаты России                 | 4         | 4         | 3         |
| Финалы Гран-При                   |           |           | 4         |
| Этапы Гран-При: Cup of Russia     |           | 5         | 3         |
| Этапы Гран-При:Bofrost Cup on Ice |           |           | 2         |
| Этапы Гран-При:NHK Trophy         |           | 4         |           |
| Этапы Гран-При:Skate America      |           | 4         |           |
| Nebelhorn Trophy                  |           |           | 2         |

### за Украину
(с Д. Паламарчуком)
| Соревнования                    | 1996—1997 | 1997—1998 | 1998—1999 | 1999—2000 |
| ------------------------------- | --------- | --------- | --------- | --------- |
| Чемпионаты мира                 |           |           | 11        | WD        |
| Чемпионаты Европы               |           | 7         | 6         | 6         |
| Чемпионат мира среди юниоров    |           | 1         | 1         | 2         |
| Чемпионаты Украины              | 3         |           |           |           |
| Чемпионат Украины среди юниоров | 4         |           |           |           |
| Trophée Lalique                 |           |           |           | 7         |
| Этапы Гран-При:Skate Canada     |           |           |           | 5         |
| Skate Israel                    |           |           |           | 1         |
| Nebelhorn Trophy                |           |           |           | 3         |